# Долки (станция)
Долки — железнодорожная станция, открытая 10 июля 1854 года и обеспечивающая транспортной связью одноимённый пригород в графстве Дун-Лэаре-Ратдаун, Республика Ирландия.

## История
Станции предшествовала пневматическая железная дорога Dalkey Atmospheric Railway, которая действовала с 29 марта 1844 года по 12 апреля 1854 года. 30 марта 1964 года на станции прекращено формирование товарных составов.